# Акнієт (Капланбецький сільський округ)
Акніє́т (каз. Ақниет) — село у складі Сариагаського району Туркестанської області Казахстану. Входить до складу Капланбецького сільського округу.
До 2001 року село називалось 20 літ Казахської ССР, в радянські часи — Тепагузар.
Населення — 1289 осіб (2021; 1041 у 2009, 1005 у 1999, 943 у 1989).